# Leucogramma niveilinea
Leucogramma niveilinea là một loài bướm đêm trong họ Noctuidae.